# Сам себе режиссёр
«Сам себе режиссёр» (ССР) — юмористическая телепрограмма, в основе которой лежала демонстрация любительского видео. Первый телевизионный проект компании «Видео Интернешнл» (позже — «Студия 2В»). Выходила в эфир с 14 января 1992 по 22 декабря 2019 года на РТР (с 2002 года — «Россия», с 2010 года — «Россия-1»). Бессменный ведущий и руководитель передачи — Алексей Лысенков.

## История
В 1991 году основатель рекламной компании «Video International» Михаил Лесин увидел шоу «America’s Funniest Home Videos» (с англ. — «Самое смешное видео Америки») на канале ABC, и у него возник интерес в создании эксперимента — адаптации данной передачи для отечественного зрителя. Лесин подключил к работе Алексея Лысенкова, Александра Гуревича и Владимира Перепёлкина. Лысенков на тот момент закончил сниматься в юмористической программе «Весёлые ребята», где Лесин работал директором; в дальнейшем появлялся в рекламных роликах от творческого объединения «Игра — техника», также основанного Лесиным. Он и был назначен ведущим «Сам себе режиссёра». Гуревич и Перепёлкин также были учредителями «Video International» и получили роли главного режиссёра и сценариста программы соответственно. Последний из перечисленных создателей также дал передаче название.
Первые съёмки состоялись неожиданно для всех, за несколько дней до Нового года, и поэтому передачу пришлось готовить к эфиру очень быстро. Съёмочная группа программы состояла всего из 11 человек, а её редакция располагалась в здании агентства «РИА Новости» на Зубовском бульваре. Впоследствии первый выпуск появился на телеканале РТР во вторник 14 января 1992 года в 21:20 в блоке проектов телекомпании «РИА ТВ». Это был единственный выпуск, в которой Алексей Лысенков появился без очков.
Первые видеоматериалы для передачи были выкуплены у ABC, в то время как лицензия на принадлежащий им формат «America’s Funniest Home Videos» не была приобретена. Тем не менее, на ABC посчитали такие условия сделки наиболее выгодными для них, поскольку на тот момент видеоролики из их программы имели более высокую стоимость, чем сам формат. Все англоязычные ролики озвучивались Александром Гуревичем, остальные же снимали его друзья, так как на тот момент мало у кого была видеокамера, а набор имеющихся роликов был очень однотипен.
Спустя полтора месяца Михаил Лесин покинул программу с целью сосредоточиться на работе в «Video International» и поручил Алексею Лысенкову набирать людей в передачу самостоятельно. Таким образом, в 1993 году Лысенков пригласил в программу выпускников Щукинского училища, в котором раньше преподавал, — актёров театра «Учёная обезьяна» Александра Жигалкина, Эдуарда Радзюкевича и Михаила Палатника, а также их друга Фёдора Добронравова. Они стали озвучивать сочинённые ими тексты за кадром. С их приходом в программе также появилась рубрика «Театр „Учёная обезьяна“ представляет…», в которой актёры показывали оригинальные скетчи и репризы. Там же на телеэкране дебютировал будущий солист группы «Иванушки International» Игорь Сорин. Нередко в то время в программе встречались полноценные короткометражные любительские фильмы. Победителю каждой программы вручался блок VHS-видеокассет.
В 1994 году блок «РИА ТВ» прекратил своё существование, и по инициативе директора продюсерского центра ВГТРК Павла Корчагина «Сам себе режиссёр» стал транслироваться самостоятельно. Корчагин впоследствии в 2007—2014 годах занимал пост продюсера программы как генеральный директор «Студии 2В».
В январе 1995 года творческая группа программы создала юмористический тележурнал «НОС», в котором появились сюжеты, снятые скрытой камерой, а также рубрика «Слабо?», где телезрители делают некий трюк и произносят фразу: «А вам слабо?». Позднее возникла рубрика «Обратная сторона звезды», в которой принимали участие известные люди. В это же время в «Сам себе режиссёре» образовалась сценарная группа под руководством Михаила Палатника. В неё в разное время входили Александр Жигалкин, Родион Белецкий, Артур Богатов, Геннадий Клибанер, Эдуард Радзюкевич и другие.
В апреле 1996 года «Сам себе режиссёр» и «НОС» объединились в одну передачу. В этом виде программа начала выходить в эфир еженедельно. Из программы «НОС» в новое шоу перешли рубрики «Скрытая камера» и «Слабо?». Заглавную песню программы сочинил и исполнил Алексей Кортнев. До объединения в передаче использовалась исключительно компьютерная графика, после него в программе использовались студийные декорации, которые неоднократно подвергались значительным изменениям. С 1996 по 1997 год гости программы за сюжет принимали заслуженный приз — торт, на котором написано название программы, символизирующий её в заставке. Начиная с 1997 года, авторы лучших видеороликов стали выходить из зрительного зала в студию, рассказывать ведущему свои предыстории съёмок и получать призы. До последнего момента формат передачи строился по принципу «речь ведущего — ролик с шуточной озвучкой — речь ведущего», оригинальную звуковую дорожку любого видеоклипа заменяет аудиомикс программы.
С 19 сентября 1997 по 1 октября 1998 года конкурс «Слабо?» выходил отдельно в качестве телепрограммы с ведущим Игорем Юрашем и актёром Максимом Виторганом. Специально для этого проекта была построена гигантская декорация, центральным элементом которой была огромная рука с поднятым вверх большим пальцем, изготовленная в мастерских Зураба Церетели. Всего вышло 23 выпуска шоу.
Официально на VHS, а позже на DVD было выпущено четыре сборника лучших выпусков программы — «Перлы», «Пёрлышки», «Перловка», «Перцовка».
С осени 1997 года программа стала открываться новой заставкой с песней «Я всегда с собой беру видеокамеру», текст и музыка которой была придумана сценаристом Родионом Белецким. Одновременно с этим победитель каждого выпуска стал определяться голосованием в студии: ко зрителям подходили ассистентки ведущего, спрашивая их, какой из трёх представленных в программе авторских видеороликов им больше понравился. Новогодние выпуски передачи, в свою очередь, стали представлять собой альманах лучших видеороликов за прошедший год, без вручения призов и объявления победителей. Студийные декорации передачи впоследствии менялись четырежды: в 2001, 2002, 2007 и 2010 годах.
С 1998 по 1999 год, во время экономического кризиса, призовым спонсором программы была фирма «Баскин Роббинс», от которой в программе был рекламный персонаж «Красная ложка» (Пинки) в качестве соведущего программы.
Со 2 января 2002 по 17 июня 2007 года в программе участвовали куклы символической семьи из заставки 1997—2001 годов (папа, мама и сын), олицетворяющей поклонников программы «Сам себе режиссёр». Куклами управляли постоянные актёры программы. До 2001 года у сына была зелёная прическа, с 2002 года рыжая.
С 2004 по 2015 год программа уходила в летний отпуск (исключением стал 2013 год). На протяжении всего своего существования она завершалась титрами с указанием всей съёмочной группы.
С августа 2004 года, после ухода Жигалкина, Добронравова и Радзюкевича в шоу «Дорогая передача» на REN-TV, видеоролики и кукол озвучивали Михаил Палатник, Алексей Никульников и Сергей Каплунов. С того же времени до 2007 года в программе стали использоваться фрагменты из французского шоу розыгрышей случайных прохожих «Only Joking», произведённого компанией Juste Pour Rire, о чём свидетельствовала информация в титрах.
В 2008 году появилась возможность присылать видеоролики с помощью интернета. Также в сотрудничестве с радиостанцией «Авторадио» в программе показывались видеоролики на автомобильную тематику.

## Закрытие
С момента возникновения и распространения интернета в России программа стала терять рейтинг, вследствие чего стала выходить в воскресенье рано утром, смещаясь на более ранние часы в период с августа 2008 года. Алексей Лысенков высказывался об этом следующим образом:

Почему передача держится? <…> Именно потому что это некий клуб такой. Суть даже уже не в самом видео, сколько вот эти вот такие странные интервью с создателями — чем живут, как отдыхают, как это было снято, почему раньше не присылали, а только сейчас. Ну то есть это такая уже домашняя больше обстановка: вот есть там, условно говоря, несколько миллионов зрителей, которые смотрят эту программу — они есть, их не становится ни больше, ни меньше. Это люди, которые в воскресенье в полвосьмого утра встают, включают телевизор и смотрят передачу. <…> Это уже некая просто традиция. Не потому, что передача хорошая или плохая — она просто уже как часть жизни. Вот стоит холодильник, и вот он должен стоять в этом месте. А в это время должна идти передача «Сам себе режиссёр». Привычно.

В 2019 году длительное время — с 5 мая по 15 сентября — передача не выходила в эфир, после чего была возобновлена с выходом в эфир в новое время — в ночь с субботы на воскресенье (по сетке — в начале воскресенья как эфирного дня) в таймслоте 4:40 — 4:50. По данным Mediascope, в последний год существования программы её выпуски в среднем смотрело около 0,3 % россиян старше четырёх лет из крупных городов, что равно 6,5 % среди всех зрителей старше четырёх лет, смотревших во время выхода передачи телевизор.
Информацию о закрытии передачи по решению ВГТРК подтвердил в своём Instagram Алексей Лысенков. Причину впоследствии объяснил другой ведущий канала «Россия-1» Евгений Петросян: это связано с экономией ВГТРК в отношении блока утренних передач, среди которых также были «Смехопанорама» и «Утренняя почта»: так, производственным компаниям сократили бюджет на 20—25 %, а «Сам себе режиссёр» был закрыт без продления контракта на следующий год. Программа просуществовала 27 лет. Последний, 1149-й выпуск вышел 22 декабря 2019 года в 4:40.

## Награды
- Премия «Золотой Остап» (1994)
- Премия «ТЭФИ» в номинации «Развлекательная программа» (1998)[37]

## Пародии
- В программе «Раз в неделю» был цикл пародий под названиями «Сам себе оператор», «Сам себе осветитель» и так далее. Алексея Лысенкова пародировал Павел Кабанов.
- В 2009 году программа была спародирована в программе «Большая разница», где называлась как «Сам себе режиссёрище» (роль ведущего исполнил Александр Олешко). В пародии было ярко выражено то, что с развитием интернета передача утратила свои позиции: «Здравствуйте, все, кто ещё не умеет скачивать видеоприколы из интернета…»[38]. Также в пародии «Сам себе режиссёр» назвали передачей, в которой, чтобы выиграть видеокамеру, нужно иметь видеокамеру. Была обыграна пятая заставка (2002—2007), где вместо отрывков из видеороликов показывались отрывки из фильмов «12», «Обитаемый остров» и «Дневной дозор», а пластилиновые куклы были убраны.

## Похожие передачи
Спустя год после закрытия программы в январе 2021 года был запущен его преемник — шоу «Смотреть до конца», ведущим которого стал Антон Демидов, ранее работавший ведущим выпуска новостей на региональном филиале ВГТРК в Екатеринбурге. Сначала вышло два выпуска в новогодние каникулы — 3 и 9 января, затем шоу транслировалось в течение всего августа 2021 года по субботам в 11:20. Всего вышло 6 выпусков, в дальнейшем программа не показывалась, а Антон Демидов с 3 марта 2023 года стал ведущим нового ток-шоу «Прямой эфир» (никак не связано с передачей, выходящей с 2011 года) вместе с Александром Яковлевым.
С 17 июля 2018 года по настоящее время на «Первом канале» выходит передача «Видели видео?» с ведущим Александром Смолом, который в июле 2017 года стал известен на всю Россию после того, как в прямом эфире программы «Новое утро» на красноярском телеканале ТВК отпраздновал новость о повышении зарплат местных депутатов законодательного собрания.